# Translinguismo
Translinguismo, translingualismo ou ainda translinguagem é um construto teórico-analítico usado para se referir às múltiplas práticas de linguagem de falantes bilíngues e multilíngues em processos de construção e negociação de sentido. Os termos têm sido adotados em trabalhos recentes sobre línguas em contato desenvolvidos, principalmente, na Sociolinguística e Linguística Aplicada como uma alternativa epistemológica para se pensar a comunicação contemporânea em bases que acentuem o caráter híbrido e complexo do uso da linguagem.

## Origem
Acredita-se que o termo translingualismo tenha sido usado pela primeira vez pelo pesquisador Cen Williams (1994, 1996) no País de Gales. Sob o nome de trawsieithu, Williams descreveu uma prática pedagógica em que alunos alternavam o uso de inglês e galês para diferentes propósitos em sala de aula, como ler um texto em língua inglesa e realizar anotações em galês e vice e versa. Em 2001, Colin Baker traduziu a expressão para a língua inglesa como translanguaging e a definiu como “o processo de construir sentido, modular experiências, ganhar entendimento e conhecimento através do uso de duas línguas.” Desde então, o termo tem se expandido e chamado a atenção de diferentes pesquisadores do campo dos estudos sobre bilinguismo e multilinguismo que investigam as diferentes maneiras que falantes bilíngues constroem sentido do mundo a sua volta.

## Translinguismo e sua relação com o bilinguismo e multilinguismo
Diferentemente da definição de Colin Baker, a pesquisadora da Universidade da Cidade de Nova York, Ofelia García, aponta que o translingualismo vai além do conceito do uso de duas línguas diferentes, uma vez que essa definição daria a entender que as línguas faladas pelos sujeitos bilíngues pertenceriam a dois sistemas linguísticos autônomos e independentes. Para a autora, o translingualismo está centrado nas práticas dos sujeitos e não em suas línguas e, por isso, envolve o ato de falantes bilíngues acessarem diferentes recursos linguísticos e semióticos como forma de maximizar seu potencial comunicativo.  Nessa perspectiva, o translingualismo se diferencia do code-switching, estudado como uma prática desenvolvida por falantes bilíngues que envolve a alternância de diferentes línguas durante a comunicação. Para García e Wei, o conceito de code-switching está atrelado ao entendimento das línguas como códigos independentes, já o translingualismo propõe que os falantes possuem apenas um único repertório linguístico do qual selecionam aspectos linguístico-semióticos de forma estratégica para se comunicar satisfatoriamente em contextos específicos.
O translingualismo oferece, portanto, uma perspectiva diferente para os estudos sobre bilinguismo e multilinguismo que têm, tradicionalmente, tratado a relação dos falantes com suas línguas de forma aditiva ou subtrativa. García defende que o bilinguismo é um processo dinâmico, ou seja, contrário ao entendimento de dois sistemas linguísticos que são adicionados ou subtraídos. Assim, para a autora, uma visão dinâmica de bilinguismo vai além da noção de línguas autônomas, de primeira e segunda língua, e de bilinguismo aditivo ou subtrativo. Para García, essas práticas não emergem de forma linear ou funcionam de formas separadas, já que existe apenas um sistema linguístico que apresenta características linguísticas que são usadas tanto de acordo com as construções sociais do que entendemos como línguas, como também podem produzir novas práticas, gramáticas e sentidos. 
Essa postura em relação às línguas adotada por pesquisadores do translingualismo evidencia o esforço de se afastar de ideologias linguísticas de cunho estruturalista, monocêntrico e monolíngue que dominavam os estudos da linguagem desde o período colonial. Com base no entendimento de uma língua, uma nação, essas ideologias reforçavam o poder das línguas nacionais na construção das identidades linguísticas dos falantes e serviram de modelo para grande parte dos estudos sobre bilinguismo, fortemente pautados na noção de língua como uma entidade pura e estática. Em contraposição a esses ideais, o translingualismo se desenvolve como uma alternativa epistemológica para se pensar as fluidas e dinâmicas práticas de linguagem que transcendem não só as fronteiras entre as nomeações das línguas (como inglês, português etc.), como também as variedades linguísticas e a própria concepção de língua.
Tanto para Hua e Wei como para Canagarajah e Kimura, uma forma de entender o translingualismo é considerar seus prefixo trans, uma vez que ele evidencia pontos importantes do termo tais como seu caráter transformativo, transdisciplinar e trans-estrutural. Dessa forma, esse prefixo ressalta o fato de que a comunicação transcende a noção de línguas como entidades autônomas e restritas a territórios geográficos, e aponta para o processo comunicativo como envolvido pelo emprego de diversos recursos semióticos que podem ser justapostos para atender a contextos, sujeitos e propósitos particulares. Para Li Wei, a adoção do prefixo trans é usado não só porque ele melhor caracteriza os usos linguísticos de falantes multilíngues como também evidencia que: 
1 – Falantes multilíngues não pensam em apenas uma língua dentro de uma entidade linguística nomeada, mesmo quando estão no modo monolíngue; 
2 – Os seres humanos pensam além das línguas, uma vez que o ato de pensar demanda também o uso de uma variedade de recursos cognitivos e semióticos. 

## Termos relacionados
A mudança na forma de se estudar e interpretar as práticas de linguagem da contemporaneidade tem produzido um crescente número de pesquisas que atuam sob diferentes termos que buscam evidenciar os fluidos usos linguísticos dos sujeitos bilíngues/multilíngues. 
Além do translingualismo, termos como polilingualismo, metrolingualismo e codemeshing têm sido usados para representar as mais variadas posturas acadêmicas de diferentes pesquisadores ao redor do mundo. 
Polilingualismo
Termo adotado pelo linguista dinamarquês Jens Normann Jørgensen para caracterizar os usos linguísticos de jovens multilíngues e multiétnicos da Dinamarca. O autor distingue polilingualismo de multilingualismo defendendo que, enquanto o multilingualismo é, tradicionalmente, caracterizado como o conhecimento de diversas línguas que atuam separadamente, o polilingualismo propõe que os falantes usam aspectos linguísticos de forma integrada. Com isso, Jørgensen argumenta que não faz sentido falar em uma língua, uma vez que essa denominação é uma construção social e política.
Metrolingualismo
É um termo adotado pelos linguistas aplicados Alastair Pennycook e Emi Otsuji da Universidade de Tecnologia de Sidnei, Austrália para descrever interações urbanas contemporâneas de pessoas, de diferentes backgrounds linguísticos e culturais que usam e negociam diferentes identidades através da linguagem. No livro Metrolingualism: Language in the City (2015), os autores defendem que o foco do metrolingualismo não está tanto no sistema linguístico, mas sim na linguagem que emerge dos contextos de interação. Dessa forma, o termo busca caracterizar como recursos linguísticos, tarefas diárias e o espaço social estão entrelaçados. 
Codemeshing e Práticas Translíngues
É usado pelo linguista aplicado srilankês Suresh Canagarajah para se referir à mudança entre repertórios linguístico-semióticos na escrita acadêmica. O autor define codemeshing como “um recurso comunicativo usado para propósitos retóricos e ideológicos específicos nos quais falantes multilíngues integram, intencionalmente, discurso local e acadêmico como uma forma de resistência”. No codemeshing, Canagarajah argumenta que há a hibridização de diferentes modalidades comunicativas e diversos sistemas simbólicos na escrita de textos. Recentemente, o autor publicou o livro Translingual Practice: Global Englishes and Cosmopolitan Relations (2013), no qual adota a expressão prática translíngue como um conceito guarda-chuva para abrigar todos os termos que caracterizam as práticas de linguagem de sujeitos multilíngues. 
Assim como o translingualismo, termos como polilingualismo, metrolingualismo, codemeshing e práticas translíngues são adotados por diferentes pesquisadores na área dos estudos sobre bi/multilinguismo na tentativa de capturar a noção de que as línguas são recursos móveis usados dentro de contextos sociais, culturais e políticos específicos. Além disso, essas teorizações fazem parte de um projeto político e ideológico de produção alternativa de conhecimento que almeja uma transformação social e educacional.

## Implicações pedagógicas
O translingualismo tem oferecido também uma nova abordagem para o ensino de línguas. Adeptos se valem das diferentes práticas linguísticas de falantes bilíngues como o ponto de partida para o desenvolvimento de metodologias e atividades que possam expandir seus repertórios linguísticos e suas práticas de linguagem dentro e fora das salas de aula. 
Para García, a escola desempenha papel crucial no incentivo ou apagamento dessas práticas. Em seus estudos sobre ensino bilíngue inglês-espanhol, a autora ressalta que é um desafio para as escolas incorporarem uma educação translíngue, uma vez que elas, ora desconsideram os falares de alunos monolíngues que não correspondem aos impostos pela instituição, ora enquadram as práticas de sujeitos considerados bilíngues dentro de uma lógica monolíngue. Para a autora, as escolas que optam por uma orientação translíngue em sua prática pedagógica tendem a “(...) expandir as múltiplas práticas discursivas que os alunos trazem para a sala de aula para construir entendimento, fazer sentido do mundo, mediar uns com os outros, e adquirir novas formas de linguajar.” Para a autora, práticas pedagógicas que separam as línguas artificialmente precisam ser abandonadas, enquanto que atitudes que expandam o repertório linguístico dos sujeitos devem ser incentivadas.
Apesar de apresentar um número cada vez mais crescente de defensores de um ensino de línguas pautado nos preceitos da perspectiva translíngue, críticos têm argumentado que a adoção do translingualismo na educação bilíngue tradicional pode trazer consequências negativas para programas de educação bilíngue pautados na separação linguística, uma vez que essa configuração seria necessária para o desenvolvimento e manutenção de línguas minoritárias e em risco de extinção. 
Por outro lado, García tem apontado para o sucesso de diferentes programas de ensino de línguas que adotam o translingualismo. Para a autora, pesquisadores da área de aquisição de linguagem têm reconhecido que apesar da crença de que apenas a língua alvo deveria ser usada em programas de ensino de línguas estrangeiras ou segunda língua, a incorporação das práticas de linguagem dos falantes tem trazido melhora em seu desempenho linguístico. 
No Brasil, estudos desenvolvidos em contextos de ensino bilíngue em escolas de ensino médio, pela professora Maria Inêz Probst Lucena, da Universidade Federal de Santa Catarina e sobre a aprendizagem de línguas por crianças sob o enfoque translíngue guiados por Cláudia Hilsdorf Rocha, da Universidade Estadual de Campinas são alguns dos trabalhos que têm evidenciado o lugar da perspectiva translíngue nas investigações sobre o processo de ensino e aprendizagem de línguas e formação de professores em contextos brasileiros.